# SONATA VI
SONATA VI er to malerier, Sternernes sonate. Allegro og Stjernernes sonate. Andante, af Mikalojus Konstantinas Čiurlionis fra 1908.

## Kunstneren
Čiurlionis var en litauisk komponist og maler. Hans mest kendte musikalske kompositioner er nok de symfoniske digte I skoven og Havet. De er begge to i et senromantisk tonesprog.
Som maler var Čiurlionis symbolist med rødder i litauisk mytologi, og hans malerier var til dels opbygget efter musikalske formprincipper.

## "Musikalske" malerier
Mikalojus Konstantinas Čiurlionis malede syv billedlige sonater. Han navngav dem med numre (titler blev senere tilpasset). Hans billedlige sonater kan forbindes med teorien om synæstesi, sammensmeltningen mellem musik og kunst. Ciurlionis' billedlige sonater legemliggøre en original tilgang til synæstesis emner. Kunstneren anvender den musikalske kompositions principper på malerierne, der associerer med strukturen af musikalske former (såsom sonate, fuga eller præludium). Han forenede forskellige motiver fra virkeligheden, forskellige rumlige niveauer og tidspunkter samt kontrasterende symbolske billeder til et enkelt kompositorisk-system (cyklus), baseret på dynamikken i rytmen.
"Stjernernes sonate. Allegro" er en kunstnerisk vision om det ydre rum. I denne sonate udsættes beskueren for fantastiske multi-lagdelte billeder. Alle de kompositionelle elementer i maleriet er arrangeret i en kompleks rytme i forskellige variationer. I portrætteringen af den tredje dimension bruges ikke rummets perspektivet, i stedet vælges overlejringer af varierende opacitet. Čiurlionis forestiller sig universet som en storslået polyfonisk symfoni af sammenfletninger af kosmiske tåger, stjerner og sollys. Bølgerne af dette rums ocean - melodierne - blandes med hinanden, og danner en rig, ornamenteret og flot netværk gennemboret af Mælkevejens sti. Bevægelsen i det ydre rum er ikke kaotisk, men rytmisk og harmonisk. Symbolet for orden og harmoni i Universet er fremstillet som en engel, en lys figur af stående på et tilspidset tårn af lys.
Den anden del af sonaten ("Stjernernes sonate. Andante") er lige så højtidelig og monumental, men meget mere tilbageholdende: et par bånd af kosmisk tåge slører en sfæriske masse af en planet, måske Jorden selv, og en engel går langsomt hen over Mælkevejens bånd, og giver indtryk af fredfyldt og storslået musik. Dette er en af kunstnerens mest musikalske kreationer, fuld af det vidunderlige samspil mellem farver, rytmernes variationer og en kraftig fantasi.